# 임혁필
임혁필(1972년 3월 3일 ~ )은 대한민국의 희극인이다.
대한민국 해병대 사병으로 복무한 그는 청주대학교를 졸업하였고   1997년에 SBS 개그맨 13기 공채로 정식 데뷔하였다.

## 출연작

### 방송
- 2001년 《강력추천 고교챔프》 (이색스포츠)
- 2002년 《개그콘서트》
  - 로보캅
  - 청년백서
  - 그렇습니다
  - 무사들의 대화
  - 대단해요
  - 우리들은 새싹들이다
  - 봉숭아학당 - 세바스찬, 프랑켄, 필사마 역
  - 대단해요
  - 타락토비 - 보라돌이 역
  - 나비효과
  - 지구를 정복하라
  - 트렌스포머
  - 노량진 블루스
  - 진짜 사나이
  - 트랜스포 뭐?
  - 어린 왕자
- 2002년/2009년 《TV는 사랑을 싣고》
- 2004년 《행복주식회사》
- 2005년 《일요일이 좋다 대결! 반전드라마》
- 2006년 《폭소클럽2》
- 2007년 《웃음충전소》
  - 타짱
  - 타짱 2
- 2011년 《개그시대》

### 드라마
- 2013년 KBS 1TV 일일 드라마 《지성이면 감천》 ... 계구만 역

### 영화
- 2003년 《갈갈이 패밀리와 드라큐라》 ... 드라큐라 역
- 2004년 《내 사랑 싸가지》 ... 왕자 역
- 2004년 《클레멘타인》 ... 동팔 역
- 2007년 《좋지 아니한가》 ... 성식 역

### 라디오 프로그램
- 2015년 EBS FM 《EBS 책 읽는 라디오 낭독 시리즈》

### 광고
- 롯데삼강(현 롯데웰푸드) 컬러파워
- KFC
- 해태음료 써니텐
- 하이마트
- 오미

## 홍보대사
- 2013년 클린금천 홍보대사

## 수상 경력
- 2003년 KBS 연예대상 코미디 부문 남자 우수상

## 유행어
- 봉숭아학당 코너에서 세바스찬 역으로
  - "정말 천박해!(X3)"
  - "영국의 권위있는 귀족, 순수한 혈통, 루이 윌리암스 세바스찬 주니어 3세예요."
  - "나가있어!"
- 그렇습니다 코너에서
  - "그렇~습니다!"
  - "놀아줘~!"

## 가족 관계
- 배우자 : 박정애 (1976년 ~ )
  - 장녀 : 임혜성 (2004년 12월 20일 ~ )
  - 차녀 : 임혜인 (2008년 12월 12일 ~ )